# Моїхукіт
Моїхукіт — мінерал, сульфід міді і заліза.

## Загальний опис
Хімічна формула: Cu9Fe9S16.
Містить: 31.66 % Fe, 36.02 % Cu, 32.32 % S.
Сингонія тетрагональна. Твердість 4.
Знахідки: Південна Африка (Трансвааль), Красноярський край РФ (Норильськ).